# Faro di Giannutri
Il faro di Giannutri è un faro marittimo del mar Tirreno che si trova all'estremità meridionale dell'isola di Giannutri, presso Punta Rossa o punta di Capel Rosso, amministrativamente ubicato nel territorio comunale di Isola del Giglio. Ad alimentazione fotovoltaica e ad ottica fissa, la luce è prodotta da una lampada LABI da 100 W, con un lampo bianco ogni 5 secondi dalla portata di 13 miglia nautiche.

## Storia
Il faro, la cui costruzione iniziò a partire dal 1861, venne attivato soltanto nel 1883; la sua realizzazione fu voluta dalla Marina Militare, all'epoca denominata Regia Marina, per l'illuminazione dell'isola.

## Architettura
L'infrastruttura è costituita da una torre a sezione ottagonale in muratura bianca e rossa, che si eleva al di sopra di un basamento a sezione quadrangolare che affianca un fabbricato principale a pianta rettangolare, anch'esso in muratura bianca e rossa, che in passato ospitava le abitazioni dei guardiani prima della sua definitiva automatizzazione.
La struttura turriforme, con galleria interna, culmina con una terrazza sommitale che costituisce la base del tiburio della lanterna metallica grigia, affiancata dai pannelli fotovoltaici per l'alimentazione del faro.